# Andreas Peham

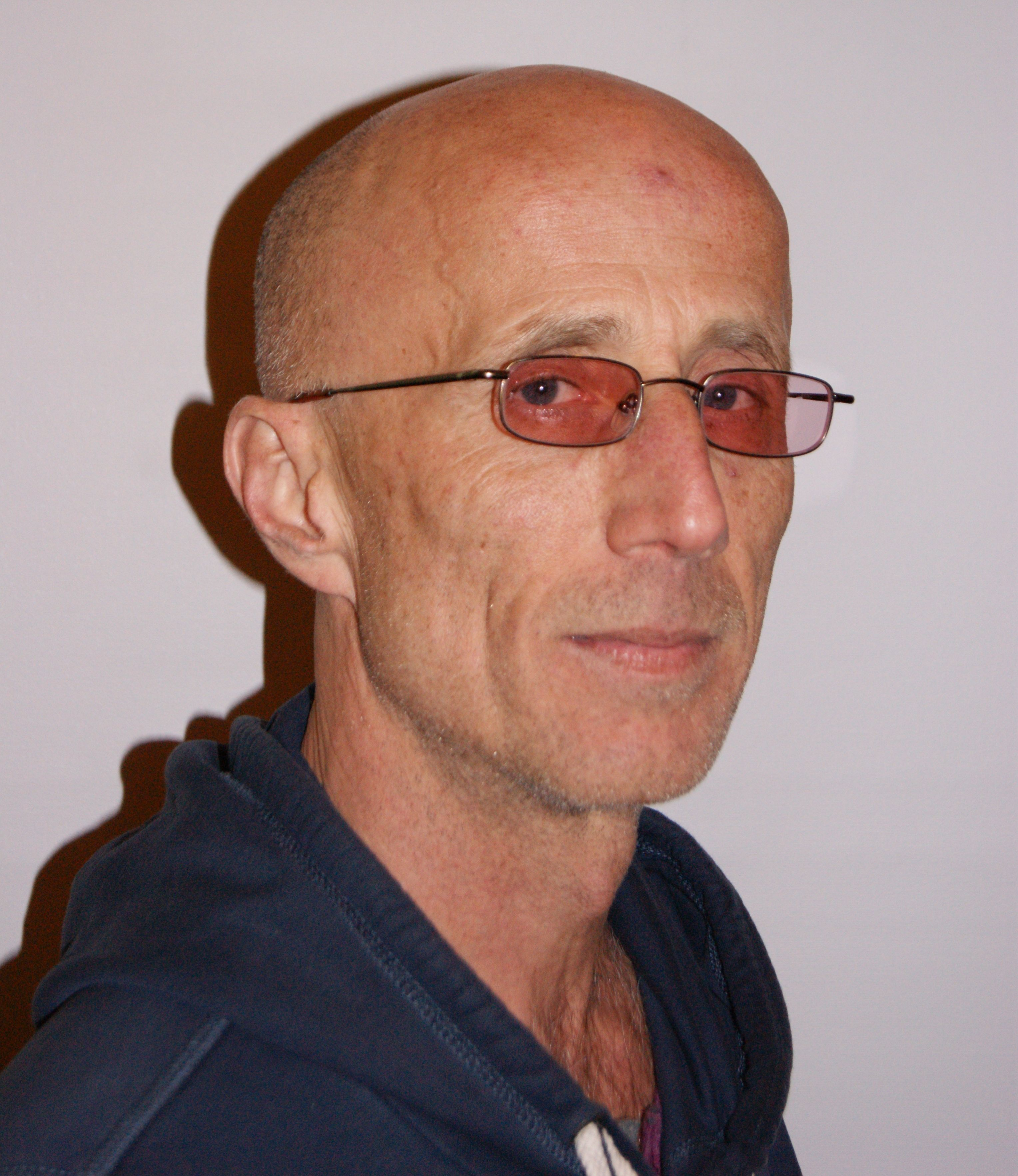
Andreas Peham (2019)

Andreas Peham (* 1967 in Linz) ist ein österreichischer Rechtsextremismus- und Antisemitismusforscher, der auch unter dem Namen Heribert Schiedel publizierte.

## Leben und Wirken
Andreas Peham wuchs in Oberösterreich auf. Sowohl die räumliche Nähe zur KZ-Gedenkstätte Mauthausen als auch die nicht immer unproblematische Vergangenheitsaufarbeitung seiner Familie und seines Umfeldes weckten nach eigenen Aussagen sein Interesse an Geschichte und Politik. Er studierte von 1990 bis 2000 Politikwissenschaften an der Universität Wien. Später veröffentlichte er u. a. in der Zeitschrift PolitiX des Wiener Instituts für Politikwissenschaft.
Seit 1996 ist er als Mitarbeiter im Dokumentationsarchiv des österreichischen Widerstandes (DÖW), Abteilung Rechtsextremismusforschung (Betreuer der Sammlung), tätig mit den Forschungsschwerpunkten Rechtsextremismus, Neonazismus unter Jugendlichen, Burschenschaften, Antisemitismus und Rassismus, Holocaust-Education sowie Islamismus. Dort veröffentlicht er etwa über rechtsextreme Aktivitäten in der Rubrik Neues von ganz Rechts (u. a. mit Anton Maegerle) und ist in Beiträge für das Jahrbuch des DÖW eingebunden. Er betreut außerdem die 1995 gegründete Aktion gegen den Antisemitismus in Österreich. Peham war langjähriger Berichterstatter für das Stephen Roth Institut für die Erforschung des zeitgenössischen Antisemitismus und Rassismus an der Universität Tel Aviv und arbeitete als Redakteur und Autor des Wiener Magazins Context XXI. Fachbeiträge von ihm erschienen überdies sowohl in wissenschaftlichen Zeitschriften (u. a. den Blättern für deutsche und internationale Politik), als auch in antifaschistischen Organen wie Der Rechte Rand, Antifaschistisches Infoblatt und Lotta sowie beim Informationsdienst gegen Rechtsextremismus, auf hagalil.com und in der linken Wochenzeitung Jungle World. Seit Ende der 1990er Jahre ist er zudem in der Lehrerfortbildung und im Rahmen der politischen Bildung an Schulen tätig mit den Schwerpunkten Rassismus und Antisemitismus, Adoleszenz und pathologische Gruppenbildungen. Überdies ist er seit 2016 als Experte des Mauthausen Komitees Österreich für thematische Rundgänge zu Denkmälern und Gedenkstätten in der Inneren Stadt tätig.
Von deutschen, österreichischen und Schweizer überregionalen Qualitätsmedien wie Die Presse, Der Standard, ORF, Die Zeit, Der Spiegel, die tageszeitung und NZZ wurde Andreas Peham als Experte zu den Themen Rechtsextremismus in Österreich, FPÖ und deutschnationale Burschenschaften interviewt und zitiert. U. a. nahm er 2011 an der Tagung „‚Und was hat das mit mir zu tun?‘ – Perspektiven der Geschichtsvermittlung zu Nazismus und Holocaust in der Migrationsgesellschaft“ des Wiener Wiesenthal Instituts für Holocaust-Studien teil und 2013 an der Podiumsdiskussion „‚Frei.Wild‘ – Die Erben der ‚Böhsen Onkelz‘?“ der deutschen Bundeszentrale für politische Bildung.
Nina Horaczek nennt ihn in einer Rezension im Falter einen „der führenden Experten zum Thema Rechtsextremismus im deutschsprachigen Raum“. Nach Katharina Schmidt von der Wiener Zeitung sei er einer „der wenigen ausgewiesenen Experten“ auf dem Gebiet des Rechtsextremismus in Österreich. Dem Sozialwissenschaftler Samuel Salzborn gilt er als „einer der besten und intimsten Kenner des österreichischen Rechtsextremismus“.

## Positionen

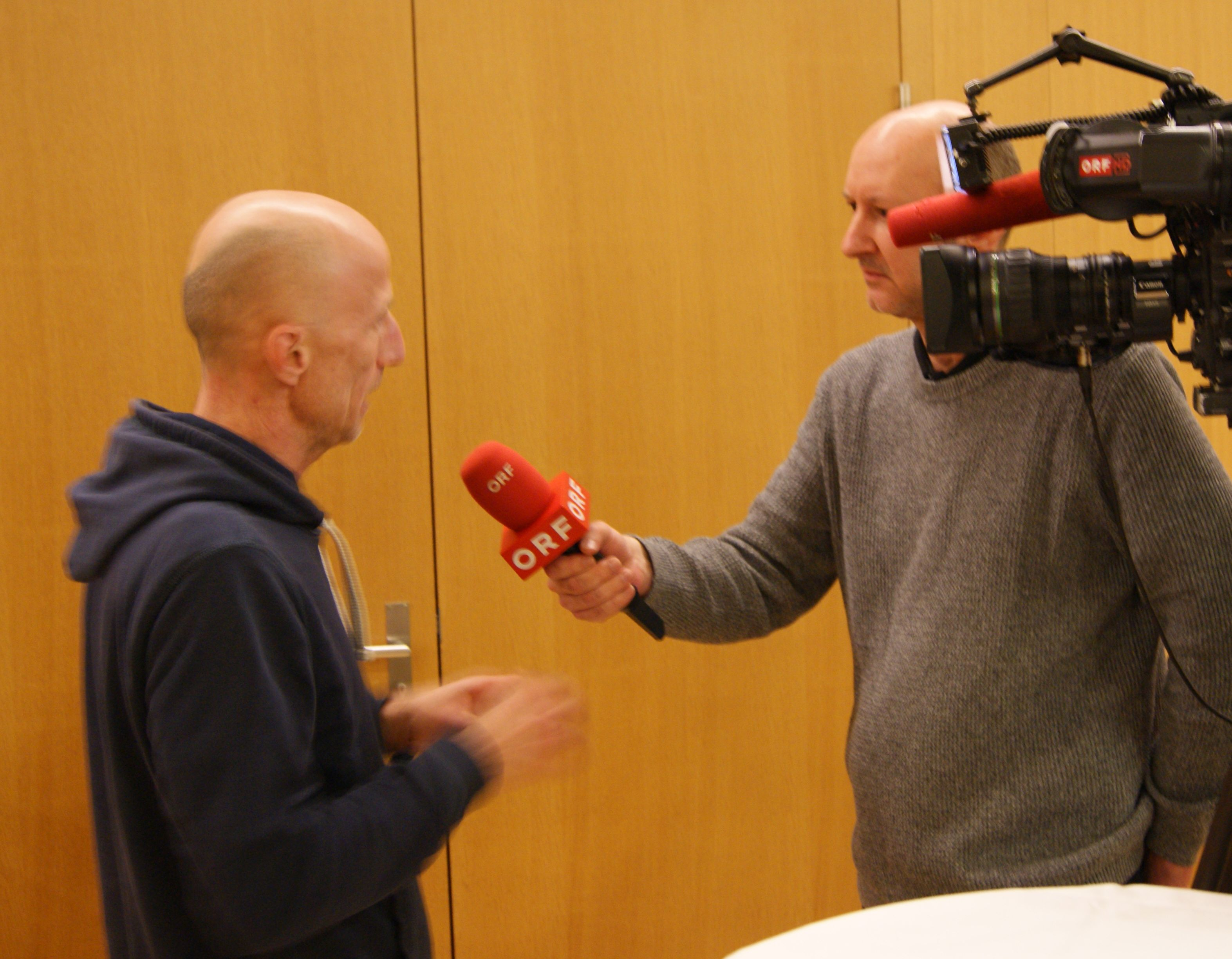
Im Interview mit dem ORF Vorarlberg (2019)

Andreas Peham unterscheidet bei der extremen Rechten begrifflich zwischen (1) Rechtspopulismus (als junge Form des Rechtsextremismus), (2) Rechtsextremismus und (3) Faschismus/Nazismus. Diese unterschieden sich vor allem in der Bezugnahme auf den (historischen) Nationalsozialismus bzw. den Faschismus. Während erstere eher distanziert seien, hätten zweitere ein gespaltenes Verhältnis und letztere stimmten eher zu. Weiterhin seien nach Peham folgende Tendenzen zu beobachten:
- „die unterschiedliche soziale Ausrichtung (je rechter, desto sozialdemagogischer),
- die ideologische Grundierung der Tagespolitik (je rechter, desto weltanschaulicher),
- die Existenz von Antisemitismus (je rechter, desto antisemitischer),
- das Verhältnis zu den USA (je rechter, desto antiamerikanischer)
- und die Einstellung zum Demokratischen (je rechter, desto antidemokratischer).“[14]

Rechtsextremismus sei im Allgemeinen eine „Biologisierung des Sozialen“. Für den traditionellen Rechtsextremismus in Österreich sei primär der Bezug auf das „völkische“ (deutsche) kennzeichnend. Dabei hätten der „parteiförmige Rechtsextremismus“ und vor allem „der Rechtspopulismus“ ein Arrangement mit der Demokratie als Form getroffen.
Nach Peham zerfalle der österreichische „parteiförmige Rechtsextremismus in eine neoliberale (postfordistische) und eine nationalsoziale (fordistische) Fraktion“, womit er einerseits das BZÖ und andererseits die FPÖ verbinde. Peham führe auf die Regierungsbeteiligung der FPÖ und die damit einher gegangene größere Gewichtung von insbesondere Burschenschaften zurück, dass seit den 2000er Jahren kein gesonderter „Rechtsextremismusbericht“ des österreichischen Innenministeriums mehr erscheine, da dort die Querverbindungen zwischen FPÖ und einschlägigen Korporationen dargestellt worden waren. Wesentlich für die Wahl Haiders zum Parteivorsitzenden war das Verhalten der Burschenschaften, die noch in den 1950er und 1960er Jahren die Träger rechtsextremer, ja, neonazistischer, Ideologie an den Hochschulen gewesen und in denen FPÖ-Politiker sozialisiert worden waren.
„In narzisstischen oder homosozialen Gruppen“ – wie den Burschenschaften – werde der Mann sowohl zum „Untertan“ als auch zum „Führer“ sozialisiert. Freie Kameradschaften sieht Schiedel hingegen um so genannte „Alphatiere“ gruppiert. Wie andere Studentenverbindungen fungieren auch die Burschenschaften letztlich als eine Art Kaderschmiede, wo viele „honorige Persönlichkeiten“ anzutreffen seien. Peham kritisiert beim Thema Korporationswesen u. a. eine „strukturelle[] Unvereinbarkeit von Männerbündelei und Demokratie“. Vor allem bei den österreichischen (deutschnationalen) Burschenschaften gebe es Anknüpfungspunkte zu neurechten, antiliberalen Ideen und Kontinuitäten zur alten Rechten. Problematisch sei hier die Tradition des völkischen, die zwischenzeitlich auch zum rassistischen umschlug. Nach dem Studentenhistoriker Hans-Georg Balder missverstehe Schiedel bewusst etwa den Grundsatz des „volkstumsbezogenen Vaterlandsbegriffs“, den er als „Arierparagrafen“ bezeichne.
Für die Attentäter vom 11. September und Neonazis seien die USA gleichermaßen das „Böse“, insbesondere New York City stehe aus „antisemitischer“ Sicht für alles Hassbare und mit „den Juden“ Identifizierbare („Moderne, Säkularität, Multikulturalität, Urbanität, Liberalität“). Außerdem führte Peham in seinem im Standard erschienenen Gastbeitrag – anlässlich des ersten Jahrestages der Anschläge 2002 – die „Revanchegelüste“ an, welche Neonazis bezugnehmend auf den Zusammenbruch des „Dritten Reiches“ hegten.

## Buchbesprechungen
Im Jahre 2007 legte Andreas Peham unter dem Autorennamen Heribert Schiedel im Wiener Buchverlag Edition Steinbauer eine Studie über den Rechtsextremismus in Österreich unter dem Titel Der rechte Rand vor. Diese sei – wie von Christian Böhmer im Kurier kommentiert – „die erste große Analyse zum Thema“ seit dem Handbuch des österreichischen Rechtsextremismus. Schiedel arbeite „akribisch genau“ und zeige etliche „Querverbindungen zwischen rechtsextremen Verbänden, der FPÖ und Burschenschaften“ auf. Ralf Leonhard hob in einer Rezension im taz Magazin „die anspruchsvolle Analyse der unterschiedlichen Ausformungen und Ursachen des Rechtsextremismus“ durch den Autor hervor. Nach Samuel Salzborn, der in den DÖW-Mitteilungen rezensierte, benenne „er antidemokratische und antiaufklärerische Positionen mit völkischem Hintergrund klar als solche, ungeachtet dessen, wer sie geäußert hat“. Überdies sei „ihm Rechtsextremismus aber kein billiges Etikett, sondern eine durch zahlreiche Momente charakterisierte politische Ideologie“. Das Buch sei „gut lesbar“ mit „theoretischen Reflexionen“ und unterfüttert mit „präziser Fachkenntnis“. Für Karl Pfeifer (hagalil.com) zeige Schiedel in seinem „umfassenden“ Buch letztlich die Salonfähigkeit von Rechtsextremismus in Österreich auf.
In seiner Monografie Extreme Rechte in Europa (2011) schildert Peham die personellen und inhaltlichen Vernetzungen europäischer Rechtsextremer. Laut Nina Horaczek nähere sich der Autor der Thematik im Hauptteil „wissenschaftlich-deskriptiv“. Katharina Schmidt zählt „zahlreiche Quellen“. Schiedel unterscheide „penibel zwischen den Steigerungsstufen“ der extremen Rechten. Unterm Strich sei es eine „fundierte und erschreckende Studie“, die bedauerlicherweise durch die mitunter „sehr wissenschaftliche Sprache“ nicht gänzlich breitenwirksam sei. Er mache deutlich, „wie deckungsgleich die Positionen erfolgreicher Rechtsparteien und neonazistischer oder neofaschistischer Akteure mitunter sind“, so Lisa Mayr im Ö1. Das Buch sei „eine akribische Datensammlung [...] eingebettet in eine kritische Analyse“ und helfe „beim Verstehen der Ursachen, Dimensionen und Gefahren rechtsextremer Ideologie“.

## Publikationen (Auswahl)
Eigenständige Monografien
- Kritik des Antisemitismus. Schmetterling Verlag, Stuttgart 2022, ISBN 978-3-89657-689-7. (Reihe theorie.org)
- Extreme Rechte in Europa. Ed. Steinbauer, Wien 2011, ISBN 978-3-902494-54-2.
- Der rechte Rand. Extremistische Gesinnungen in unserer Gesellschaft. Ed. Steinbauer, Wien 2007, ISBN 978-3-902494-25-2.

Beiträge in Sammelbänden
- Antisemitismus und völkische Ideologie. Ist die FPÖ eine rechtsextreme Partei?, in: Stephan Grigat (Hrsg.): AfD & FPÖ. Antisemitismus, völkischer Nationalismus und Geschlechterbilder. Nomos, Baden-Baden 2017, ISBN 978-3-8487-3805-2, S. 103–119
- Frei.Wild: Eine Rechtsrockband, die keine (mehr) sein will, in: Britta Schellenberg, Martin Becher (Hrsg.): Zivilgesellschaftliches Engagement gegen Rassismus und Rechtsextremismus. Herausforderungen und Gelingensfaktoren in der Auseinandersetzung mit Rechtsextremismus, Antisemitismus und Rassismus. Ein deutsch-tschechischer Sammelband (= non-formale politische Bildung). Wochenschau Verlag, Schwalbach 2015, ISBN 978-3-7344-0143-5, S. 106 ff.
- in: Wolfgang Benz (Hrsg.): Handbuch des Antisemitismus. Judenfeindschaft in Geschichte und Gegenwart. Im Auftrag des Zentrums für Antisemitismusforschung der Technischen Universität Berlin. De Gruyter Saur, Berlin u. a. (Teil der Anne-Frank-Shoah-Bibliothek)
  - Leopold Stocker Verlag (Österreich, seit 1917), in: Band 6: Publikationen. 2013, ISBN 978-3-11-025872-1, 424–426.
  - Bund Freier Jugend (Österreich), in: Band 5: Organisationen, Institutionen, Bewegungen. 2012, ISBN 978-3-598-24078-2, S. 83–85.
- Gemeinschaftsbildung und Verfolgungswahn. Thesen zur Besonderheit des österreichischen Syndroms, in: Stephan Grigat (Hrsg.): Postnazismus revisited. Das Nachleben des Nationalsozialismus im 21. Jahrhundert. Ça Ira, Freiburg im Breisgau 2012, ISBN 978-3-86259-106-0, S. 265–284.
- Feindbild und Welterklärung. Zur aktuellen Relevanz des Antisemitismus, in: Wolfgang Neugebauer, Christine Schindler (Red.): Forschungen zum Nationalsozialismus und dessen Nachwirkungen in Österreich. Festschrift für Brigitte Bailer. Hrsg. durch das Dokumentationsarchiv des österreichischen Widerstandes, Wien 2012, ISBN 978-3-901142-61-1, S. 353–367.
- Heiliger Hass. Zur rechtsextrem-iranischen Freundschaft, in: Stephan Grigat, Simone Dinah Hartmann (Hrsg.): Iran im Weltsystem. Bündnisse des Regimes und Perspektiven der Freiheitsbewegung. Studien Verlag, Innsbruck/Wien/Bozen 2010, ISBN 978-3-7065-4939-4, S. 165–173.
- Erziehung wozu?. Holocaust und Rechtsextremismus in der Schule (mit Elke Rajal), in: Schwerpunkt: Vermittlungsarbeit mit Jugendlichen und Erwachsenen, hrsg. durch das Dokumentationsarchiv des österreichischen Widerstandes, Redaktion: Christine Schindler, Lit Verlag, Wien 2010, ISBN 978-3-901142-56-7, S. 38–65.
- in: HochschülerInnenschaft an der Universität Wien (Hrsg.): Völkische Verbindungen. Beiträge zum deutschnationalen Korporationsunwesen in Österreich. Wien 2009, ISBN 978-3-200-01522-7.
  - Korporierte Legenden. Zur burschenschaftlichen Geschichtsumschreibung. S. 20 ff.
  - Phobie und Germanomanie. Funktionen des Männerbundes (mit Sophie Wollner). S. 102 ff.
- in: Jahrbuch des Dokumentationsarchivs des österreichischen Widerstandes. hrsg. durch das Dokumentationsarchiv des österreichischen Widerstandes, Lit Verlag, Wien.
  - Die erste Lüge. Eine psychoanalytisch orientierte Kritik des Antisemitismus, in: Schwerpunkt: Antisemitismus, Redaktion: Andreas Peham, Christine Schindler und Karin Stögner, 2008, ISBN 978-3-8258-1181-5, S. 46–69.
  - „Revisionismus“ und das Konzentrationslager Mauthausen. Zur Genese und Aktualität des „Revisionismus“ (mit Brigitte Bailer-Galanda und Wilhelm Lasik), in: Schwerpunkt: Mauthausen, Redaktion: Christine Schindler, 2004, ISBN 3-8258-7580-6, S. 135–149.
- Die Protokolle der Weisen vom Pentagon – Zum rechtsextremen Flügel der jüngsten Anti-Kriegsbewegung, in: Mary Kreutzer, Thomas Schmidinger (Hrsg.): Irak. Von der Republik der Angst zur bürgerlichen Demokratie?. Ça Ira, Freiburg im Breisgau 2004, ISBN 3-924627-85-1, S. 271–281.
- Jörg Haider, die FPÖ und der Antisemitismus (mit Wolfgang Neugebauer), in: Anton Pelinka, Ruth Wodak (Hrsg.): "Dreck am Stecken". Politik der Ausgrenzung. Czernin Verlag, Wien 2002, ISBN 978-3-7076-0152-7, S. 11–31.
- "Wir Österreicher wählen, wen wir wollen!". Haider und der österreichische Normalzustand, in: Siegfried Jäger, Jobst Paul (Hrsg.): "Diese Rechte ist immer noch Bestandteil unserer Welt". Aspekte einer neuen konservativen Revolution. Duisburger Institut für Sprach- und Sozialforschung, Duisburg 2001, ISBN 3-927388-78-5, S. 119–139.
- Die FPÖ auf dem Weg zur Regierungspartei. Zur Erfolgsgeschichte einer rechtsextremen Partei (mit Brigitte Bailer und Wolfgang Neugebauer), in: Hans-Henning Scharsach (Hrsg.): Österreich und die rechte Versuchung. Rowohlt-Taschenbuch-Verlag, Reinbek bei Hamburg 2000, ISBN 3-499-22933-1, S. 105–127.
- (Un)Möglichkeiten des politischen Kampfes gegen Rechtsextremismus in Österreich, in: Anton Szanya (Hrsg.): „Durch Reinheit zur Einheit.“ Psychoanalyse der Rechten. Studien Verlag, Innsbruck/Wien/München 1999, ISBN 978-3-7065-1352-4, S. 190–220.
- „Neue-Rechte“ und rechtsextreme Intellektualität – Anmerkungen zu einem gar nicht so neuen Phänomen, in: Helmut Reinalter, Franko Petri, Rüdiger Kaufmann (Hrsg.): Das Weltbild des Rechtsextremismus. Die Strukturen der Entsolidarisierung. Studien Verlag, Innsbruck u. a. 1998, ISBN 978-3-7065-1258-9, S. 225–242.
- Das Thule-Seminar, in: Stiftung Dokumentationsarchiv des österreichischen Widerstandes (Hrsg.): Das Netz des Hasses. Rassistische, rechtsextreme und neonazistische Propaganda im Internet. Deuticke, Wien 1997, ISBN 3-216-30329-2, S. 193–196.
- in: Wolfgang Purtscheller (Hrsg.): Die Rechte in Bewegung. Seilschaften und Vernetzungen der "neuen Rechten". Picus-Verlag, Wien 1995, ISBN 3-85452-289-4.
  - Personal für die Dritte Republik. Die Studiosi: Vom RFS zur FSI zum RFS (mit Klaus Zellhofer). S. 46 ff.
  - Welcher Wein in welchen Schläuchen?. Die Freiheitlichen am Vorabend der Dritten Republik. S. 59 ff.
  - Die extreme Rechte »im Dienst der europäischen Neuordnung«. S. 68 ff.
  - Kulturpolitik von vorgestern und Anti-Antifaschismus. S. 100 ff.
- in: Wolfgang Purtscheller (Hrsg.): Die Ordnung, die sie meinen. „Neue Rechte“ in Österreich. 2. Auflage. Picus-Verlag, Wien 1995, ISBN 3-85452-256-8.
  - Theorien der „Neuen Rechten“ (mit Wolfgang Purtscheller). S. 15 ff.
  - Haiders Denkfabriken: Die Avantgarde des Völkischen (mit Markus Perner und Klaus Zellhofer). S. 47 ff.
  - »Mutter Erde« statt »Blut und Boden«. Die ökologisch-spirituelle Erneuerung des Faschismus. S. 124 ff.

Artikel
- »Abendland in Christenhand!. «Autoritäre und rassistische Mobilisierungen in der Post-Demokratie. In: Freie Assoziation – Zeitschrift für psychoanalytische Sozialpsychologie 18 (2015) 2, S. 13 ff.
- Die zwei Seiten des Gemeinschaftsdünkels. Zum antisemitischen Gehalt freiheitlicher Identitätspolitik im Wandel, in: Österreichische Zeitschrift für Politikwissenschaft, 39 (2010) 4, S. 467–481 (PDF (Memento vom 28. Juli 2014 im Internet Archive)). doi:10.15203/ozp.589.vol39iss4